# 池田恒利
池田 恒利（いけだ つねとし）は、戦国時代の武将。池田恒興の父。

## 生涯
滝川貞勝の三男（または次男）。初め足利義晴に仕えたが、享禄年間（1528年から1531年）に辞して、尾張国に閑居したという。剃髪して宗傅（そうでん）。
池田政秀には娘（養徳院）がいたが男子がなかったため、恒利が婿養子として迎えられた。
一説によると、まず大原氏から分かれた滝川氏、櫟野氏、滝氏の三家があり、滝川一益の祖父にあたる滝川八郎貞勝は櫟野氏の出で滝川家を継いだ。一益の父である滝川八郎一勝は池田恒興の父親にあたる池田恒利と兄弟で、恒利は元々滝川九郎範勝と名乗っていた。しかし滝玄蕃允恒元に子供がいないため養子となり滝三四郎恒利と名乗りを改めた。恒元の室が一勝と恒利の姉妹であったからためだが、恒元に実子ができたときに恒利は滝家から退去した。そのため享禄年間に足利義晴の元を辞して尾張に閑居した。そこに池田六郎政秀という浪人がいて、後継ぎがいなかったため政秀に婿養子になるように請われ、政秀の娘（養徳院）と結婚した。そこから池田と称したという。当時産婦に巧者の取揚婆々というそこかしこに雇われる者がおり、両家を出入りしていたためその仲立ちをしたという。
天文5年（1536年）、恒利と養徳院との間に嫡男の恒興（信輝）が生まれている。
宗傅は長く病床にあり、恒興が3歳の天文7年（1538年）3月29日に死去したと伝わるが、没年は天文17年（1548年）という異説もある。
墓所は岐阜県揖斐郡本郷村（現：池田町）の龍徳寺で、一時所在不明だったが文政4年（1821年）に再発見されて、現在も恒興の墓および稲葉氏一族の墓に隣接して存在する。位牌所は京都妙心寺塔頭盛岳院（現：慈雲院）。
跡は嫡男の恒興が継ぎ、養徳院はその後に織田信秀の側室となった。また養徳院は滝川一益と森寺秀勝の推挙で信秀の嫡男・吉法師（信長）の乳母となって養育に当たったために、池田家はやがて重用されていくことになった。